# Owen (Baden-Württemberg)
Owen település Németországban, azon belül Baden-Württembergben. Lakosainak száma 3505 fő (2023. december 31.). Owen Beuren, Bissingen an der Teck és Erkenbrechtsweiler községekkel határos.

## Népesség
A település népessége az elmúlt években az alábbi módon változott:
| Lakosok száma | 2431 | 2536 | 2748 | 2950 | 2950 | 3199 | 3485 | 3491 | 3425 | 3505 |
|               | 1961 | 1967 | 1974 | 1980 | 1987 | 1993 | 2000 | 2006 | 2013 | 2023 |